# Palaeorhiza lieftincki
Palaeorhiza lieftincki là một loài Hymenoptera trong họ Colletidae. Loài này được Hirashima mô tả khoa học năm 1975.